# Juan Álvarez de Toledo
Juan Álvarez de Toledo (Alba de Tormes, 15 de julio de 1488-Roma, 15 de septiembre de 1557) fue un dominico, obispo de Córdoba y Burgos y arzobispo de Santiago de Compostela, cardenal de la Iglesia católica e inquisidor de Roma.

## Biografía
Fue hijo de Fadrique Álvarez de Toledo, II duque de Alba de Tormes, y de su esposa Isabel Pimentel. Tomó el hábito de dominico en el convento de San Esteban de Salamanca cuando tenía diecisiete años. Profesó el 11 de abril de 1507. Un año después estudió en el colegio de San Gregorio de Valladolid, más tarde en la Universidad de París y en el Capítulo General de Génova, siendo destinado como profesor de Filosofía y Teología en la Universidad de Salamanca.
Fue nombrado obispo de Córdoba en 1523, puesto que ocupó durante catorce años hasta 1537. En esta diócesis estableció el estatuto de limpieza de sangre, con el consentimiento del cabildo y la bula de papa Paulo III. Además, cedió a los dominicos el convento de los Santos Mártires, que hasta entonces había pertenecido a los cistercienses. En la Mezquita-catedral de Córdoba impulsó las obras de construcción de la capilla Mayor y del coro catedralicio.
En 1537 fue nombrado obispo de Burgos, aunque a los pocos meses se trasladó a Roma donde el papa Paulo III lo creó cardenal de San Pancracio en el consistorio del 20 de diciembre de 1538. Esta decisión vino por instancia del virrey de Nápoles Pedro de Toledo, hermano del nuevo cardenal. Desde 1540 en adelante residió en la curia romana, por lo que dejó 300 ducados anuales para la fábrica de la catedral en su ausencia en Burgos. El emperador Carlos V lo apoyó para ser papa a la muerte de Paulo III en 1549, aunque solo consiguió veinte de las veintinueve papeletas necesarias; posteriormente el emperador lo nombró protector de Alemania. 
En 1550 fue promovido a arzobispo de Santiago de Compostela, aunque continuó residiendo en Roma, prestó atención como demuestran los numerosos documentados tratados y el sínodo convocado un año más tarde. En 1552 fue nombrado inquisidor en Roma junto al futuro papa Paulo IV. De hecho, con el pontificado de este papa (1555-1559), vivió uno de los momentos más tensos durante su estancia en Roma, ya que Paulo IV desarrolló una política contraria al rey Felipe II. Estos hechos hicieron que el duque de Alba, sobrino del cardenal, dirigiera sus ejércitos desde Nápoles hasta Roma. La presencia del cardenal y familiar del duque evitó el derramamiento de sangre.
Participó en el cónclave de 1549-1550 en el que se eligió papa a Julio III, y en los dos cónclaves de 1555 para las elecciones de Marcelo II y de Paulo IV. El papa Paulo IV lo tomó como confesor. 
Murió en Roma, el 15 de septiembre de 1557 a la edad de 69 años. Sus restos fueron trasladados al convento de San Esteban en Salamanca y reposan en la cripta debajo del altar mayor.
| Predecesor: Alonso Manrique                 | Obispo de Córdoba 1523 – 1537                   | Sucesor: Pedro Fernández Manrique         |
| Predecesor: Íñigo López de Mendoza y Zúñiga | Obispo de Burgos 1537 - 1550                    | Sucesor: Francisco de Mendoza y Bobadilla |
| Predecesor: Pedro Manuel                    | Arzobispo de Santiago de Compostela 1550 – 1553 | Sucesor: Alfonso de Castro                |
| Predecesor: Federico Cesi                   | Cardenal de San Pancracio 1538 – 1557           | Sucesor: Miguel de Silva                  |